# بيامة عليا (مقاطعة دالاهو)
بيامة عليا (بالفارسية: بیامه علیا) هي قرية تقع في كرمانشاه في إيران. يقدر عدد سكانها بـ 144 نسمة بحسب إحصاء 2016.